# 亭

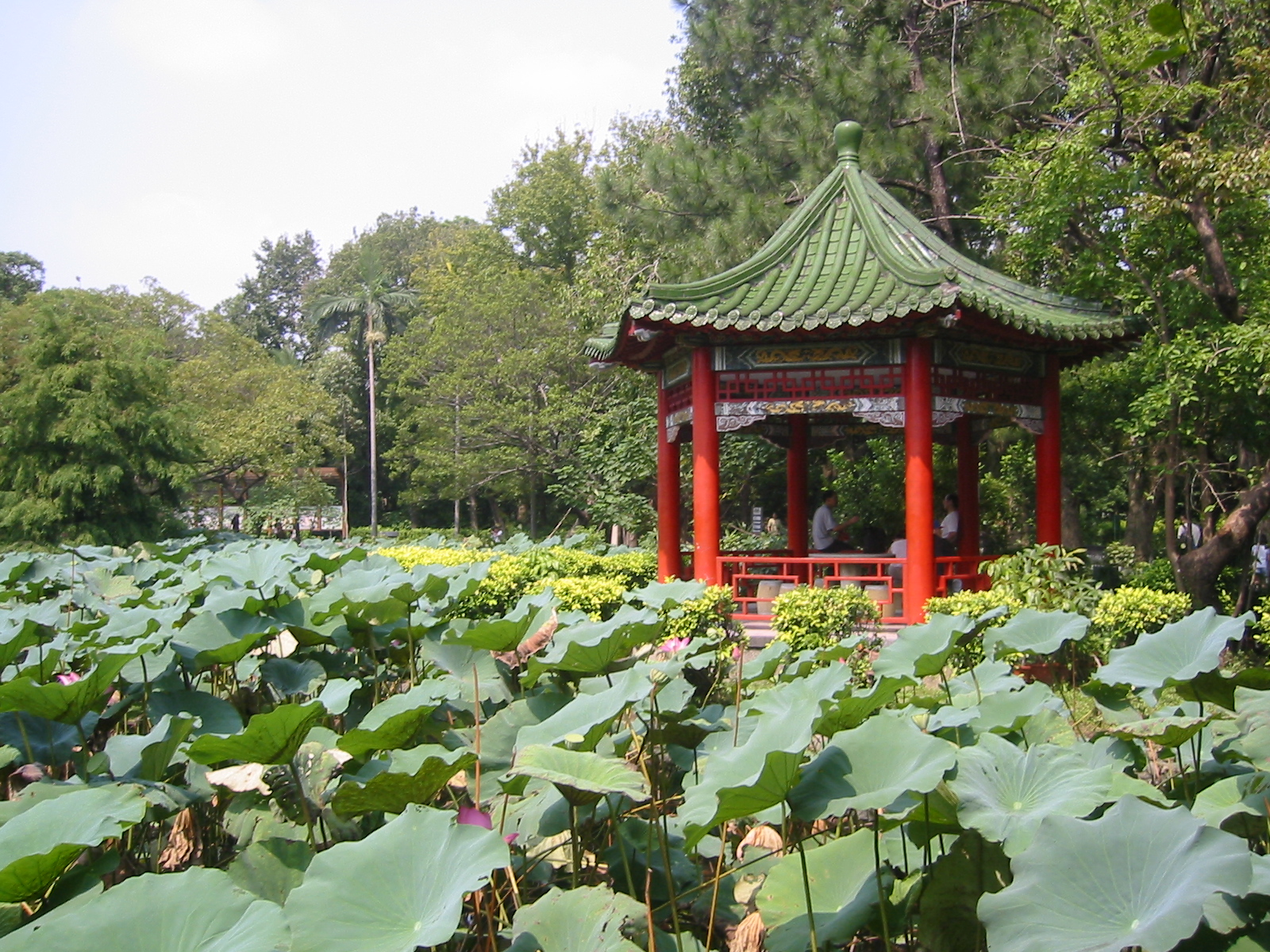
台北市の植物園にある亭

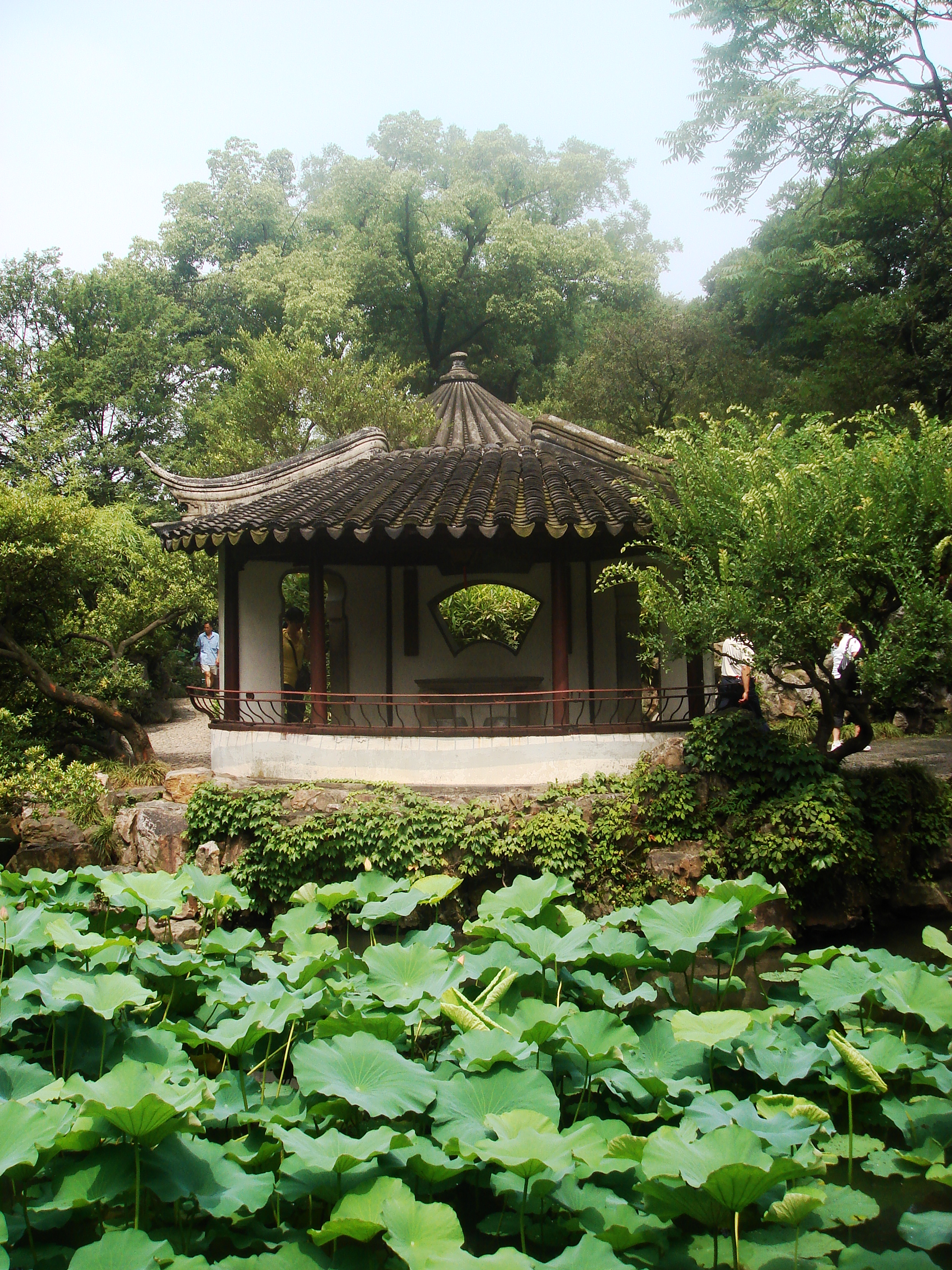
中国・蘇州の拙政園にある扇亭（前）と笠亭（後）。二つで一体の建物になっている

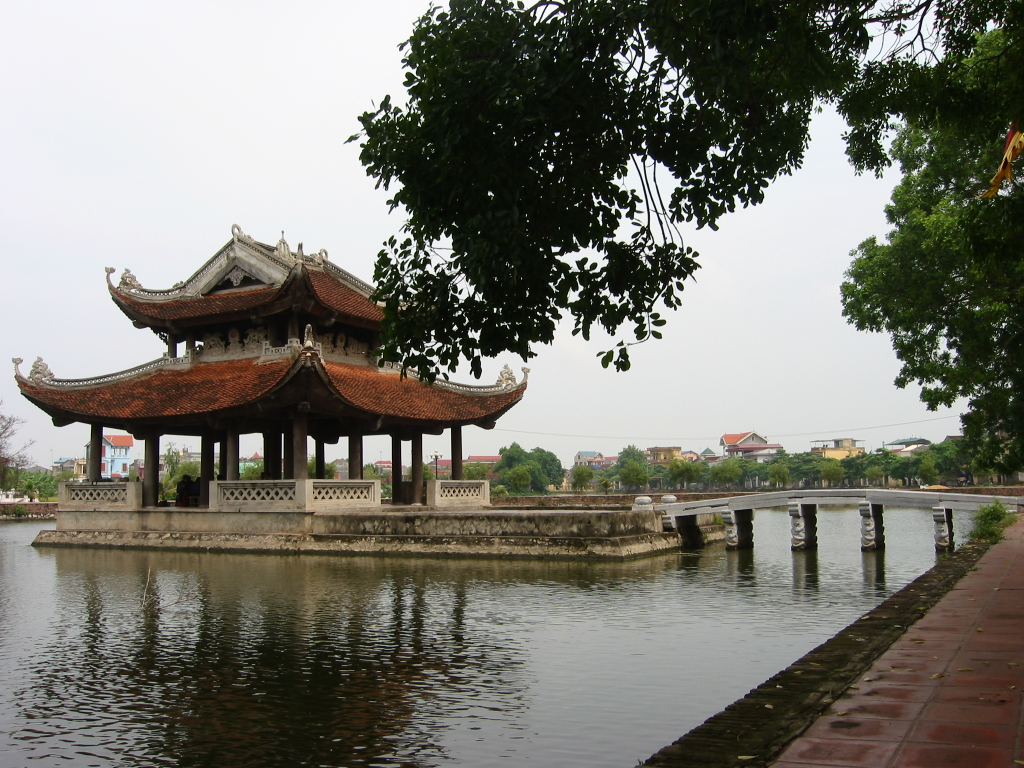
ベトナム・バクニン省の Đền Lý Bát Đế （李八帝殿）の庭園にある亭閣（水榭・すいしゃ）。李朝の8人の皇帝を祀る

亭（てい、ちん。あるいは亭子などとも）は、中国をはじめ朝鮮、ベトナムなど東アジア各地に見られる伝統建築の一種で、休憩したり、雨や日光を避けて涼んだり、景色や季節の移ろいを眺めたりするためのあずまや（東屋）。ヨーロッパや中東の庭園にみられるパビリオンやガゼボとほぼ同様の役割を果たしている。
亭は路傍、庭園（園林）、寺院、廟宇などに設けられる。庭園などにおいて似たような役割をする建物には台、軒、榭、楼閣などがある。
亭は一般的に開放的な作りをしており、屋根と柱があるだけで、周囲を閉ざす壁はなく、屋内は外の空間に開かれている。屋根は宝形造（攢尖頂）や入母屋造（歇山頂）などの形状で、攢尖頂の場合は亭の平面は六角形、八角形、円形など多様な形状がありうる。水上や水辺に建てられている亭は「榭」（しゃ）あるいは「水榭」（すいしゃ）などと呼ばれる。
亭の柱の上には扁額、入口の両側には對聯があり、詩句などが書かれている。また内部には彩画などの装飾がなされている。

## 歴史
亭は、周代から建てられていたことが知られているが、当時作られた亭は現存しない。「亭」という字の初出は春秋戦国時代に遡る。漢代には亭は主に見張り塔や地方政庁の建物として利用されていた。高さは数階建てだったが、少なくとも一階分は壁がなく、周囲を見張ることができるようになっていた。
隋から唐の時代、富裕な官僚や文人は亭を私的な庭園に組み込むようになり、その役割は実用的なものから美的なものへと変わった。亭は、座って休める場所、庭園の風景を楽しむための場所を提供した。さらに亭は庭園の風景を構成する重要な部分になり、鑑賞の場であるだけでなく鑑賞の対象にもなった。宋代の水墨画には、人里離れた山中に亭や楼閣が設けられ、隠棲生活を送る文人らがたたずむ様が描かれている。かつては石造りの亭もあったが、こうした隠棲の雰囲気にあうよう竹、草、木などの素材も利用されるようになった。